# Biblioteca Monteiro Lobato
A Biblioteca Infanto Juvenil Monteiro Lobato é uma biblioteca pública mantida pela prefeitura de São Paulo, por intermédio da Secretaria Municipal de Cultura, especializada em literatura infanto-juvenil. Localizada no bairro de Vila Buarque, no centro da capital paulista, foi inaugurada em em seu prédio atual em 24 de dezembro de 1950.
Conserva um dos maiores acervos infanto-juvenis da América do Sul, com quase 50 mil títulos, além de um banco de textos teatrais, gibiteca, coleção de preservação de literatura infanto juvenil e acervo histórico de livros escolares anteriores à década de 80. Administra um acervo de documentos e objetos pessoais que pertenceram ao escritor Monteiro Lobato, patrono da instituição. Publica regularmente, desde 1941, a Bibliografia Brasileira de Literatura Infantil e Juvenil. Mantém programação cultural fixa e sessões de contação de histórias. Em sua programação estão incluídas oficinas e espetáculos teatrais apresentados pelo TIMOL (Teatro Infanto-Juvenil Monteiro Lobato), grupo de teatro infanto juvenil iniciado em 1966, e também um programa de iniciação artística para crianças de cinco a dez anos.

## História
A biblioteca foi inaugurada em 1936, por iniciativa de Lenyra Fraccarolli e do então diretor do Departamento de Cultura Mário de Andrade. É a mais antiga biblioteca infantil em funcionamento no Brasil e funcionava primeiramente em um prédio na rua Major Sertório (quase esquina com a rua Dr. Cesário Motta Júnior). 
Posteriormente foi para a casa do senador Luís Rodolfo Miranda, que ficava na chácara de sua família que havia sido desapropriada pela Prefeitura. A casa ficava exatamente onde está construída a quadra poliesportiva da atual Praça Rotary. Nesse local, o próprio Monteiro Lobato frequentava e contava histórias para as crianças.